# Ciechocinek
Ciechocinek este un oraș în Polonia.
- FOTO MiastoCIECHOCINEK.com